# John S. Marmaduke
John Sappington Marmaduke, född 14 mars 1833 i Saline County, Missouri, död 28 december 1887 i Jefferson City, Missouri, var en amerikansk demokratisk politiker och militär. Han avancerade till generalmajor i Amerikas konfedererade staters armé i amerikanska inbördeskriget. Han var Missouris guvernör från 1885 fram till sin död. Han var son till Meredith Miles Marmaduke.
Marmaduke studerade vid Masonic College, Yale University, Harvard University och United States Military Academy. Före inbördeskriget deltog han i Utahkriget som officer i USA:s armé. I inbördeskriget valde han sydstaternas sida. Slaget vid Booneville den 17 juni 1861 var det första han deltog i på konfederationens sida i inbördeskriget. År 1862 sårades han i slaget vid Shiloh och befordrades till brigadgeneral. Följande år deltog han i slaget vid Helena och slaget vid Bayou Meto. Marmaduke deltog i försvaret av Little Rock tillsammans med brigadgeneral Lucius M. Walker då det uppstod en tvist som gällde de redan utkämpade slagen vid Helena och Bayou Meto. Tvisten utmynnade i en duell den 27 augusti 1863 med resultatet att Walker sårades dödligt. Efter att ha varit arresterad en kortare tid fick Marmaduke fortsätta som general. Han tillfångatogs 1864 av nordstaternas trupper men befordrades i alla fall före krigsslutet till generalmajor i den konfedererade armén.
Marmaduke efterträdde 1885 Thomas Theodore Crittenden som Missouris guvernör. Han avled 1887 i ämbetet och gravsattes i Jefferson City.